# 异丙醇脱氢酶 (NADP+)
异丙醇脱氢酶 (NADP+)（EC 1.1.1.80 （页面存档备份，存于））是一种以NAD+或NADP+为受体、作用于供体CH-OH基团上的氧化还原酶。这种酶能催化以下酶促反应：
异丙醇 + NADP+ {\displaystyle \rightleftharpoons } 丙酮 + NADPH + H+
异丙醇脱氢酶 (NADP+)主要参与丙酸的代谢过程。这种酶还能作用于其他短链仲醇，并能缓慢地作用于伯醇。